# Deserto del Namib
Il deserto del Namib è un'ecoregione desertica della Namibia, con un breve tratto anche in Angola e nel Sudafrica.

## Caratteristiche
Arido da oltre 80 milioni di anni, si ritiene che sia uno dei deserti più antichi del mondo. Rappresenta un'ecoregione di grandissimo interesse per geologi e biologi, con una fauna e una flora costituite in gran parte di specie endemiche altamente adattate a questo ambiente particolarmente ostile. Il territorio del Namib è in gran parte incluso in aree naturali protette, la più importante delle quali è il Namib-Naukluft National Park, il parco nazionale più esteso dell'Africa.
Il nome "Namib" (da cui "Namibia") deriva da un vocabolo della lingua del popolo nama che abita la regione e significa "luogo vasto".

## Geografia

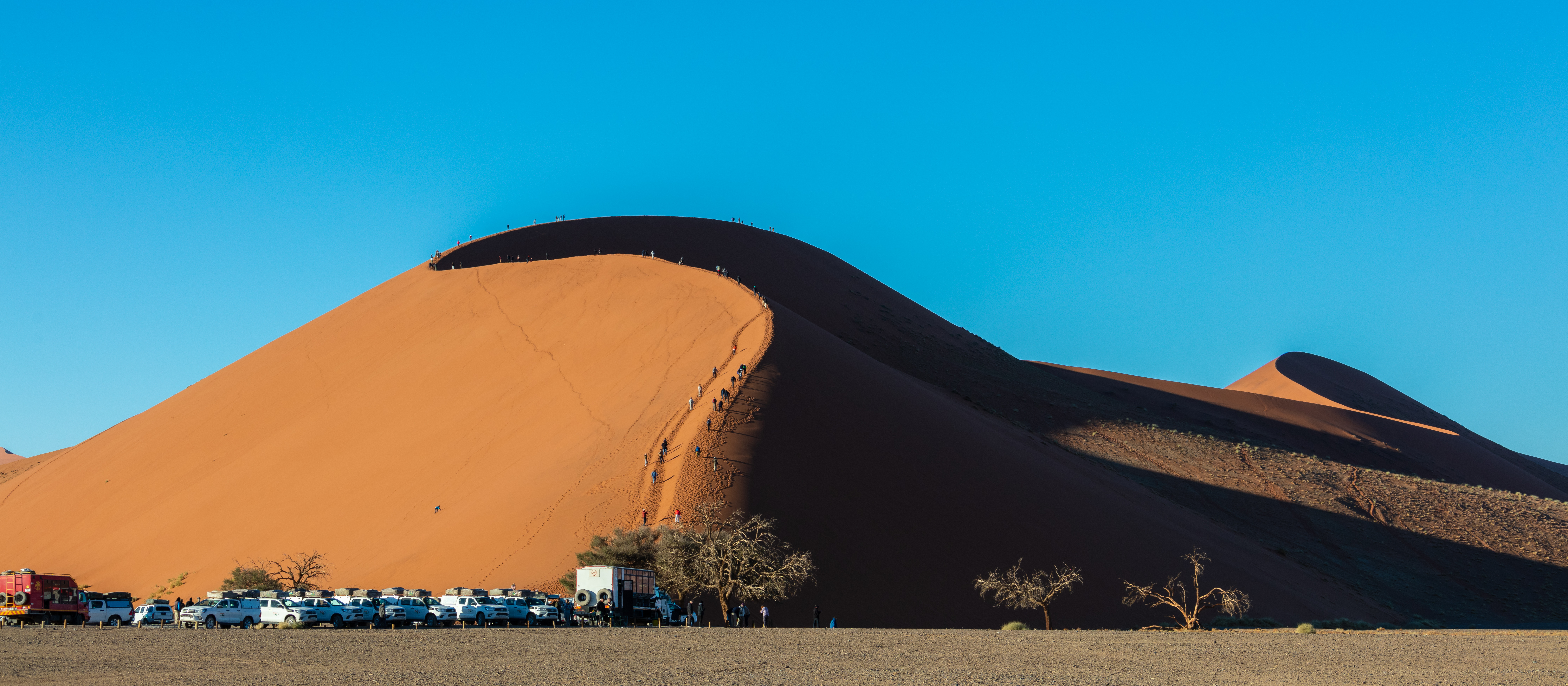
La Duna 45, nell'area di Sossusvlei

Il deserto del Namib occupa la parte costiera della Namibia occidentale, affacciata sull'Oceano Atlantico. Si estende dal fiume Hoanib a nord fino alla città di Lüderitz a sud, e dall'Atlantico a ovest fino ai piedi della Scarpata del Namib a est. Da nord a sud l'estensione è di circa 1 300 km; da est a ovest varia fra 80 e 200 km. La superficie complessiva si aggira intorno ai 55 000 km². A nord il deserto del Namib sbocca nel Kaokoveld; la linea di demarcazione fra le due regioni si colloca grosso modo all'altezza della città portuale di Walvis Bay ed è costituita da una striscia di terra larga circa 50 km in cui si raggiunge la massima aridità dell'Africa meridionale. A sud il Namib si congiunge all'estremità nordoccidentale del Karoo sudafricano.
Il Namib meridionale (fra Luderitz e il fiume Kuiseb) è costituito da una cintura di dune fra le più alte e spettacolari al mondo, spesso caratterizzate da colori molto intensi, di tonalità comprese fra il rosa e l'arancione. Particolarmente nota è la destinazione turistica di Sossusvlei, presso cui si trovano la Duna 45 (spesso definita "la più fotografata del mondo") e la Big Daddy, la più alta al mondo (305 m).
Procedendo da sud verso nord, la sabbia cede il posto al deserto sassoso e roccioso, che caratterizza quasi tutta l'area di altopiano compresa fra Sossusvlei e il fiume Swakop, situata a cavallo del tropico del Capricorno. Il terreno in quest'area è in gran parte pianeggiante, ma non mancano formazioni montuose e canyon anche importanti, come il complesso sistema della Moon Valley. Sebbene il suolo sia in gran parte sassoso, le dune riappaiono in diversi luoghi; sono particolarmente note quelle che si affacciano sull'oceano fra Walvis Bay e Swakopmund.
L'interazione fra gli umidi e freddi venti oceanici, legati alla corrente del Benguela, e l'aria più calda e secca proveniente dal deserto provoca nebbie intense, soprattutto nella parte settentrionale di esso. In passato le nebbie causavano molti naufragi; la parte nord del deserto viene chiamata Costa degli scheletri proprio per via dei numerosi relitti di navi insabbiatesi qui. Alcuni di questi relitti oggi si trovano a qualche decina di metri dalla costa, a testimonianza del fatto che il deserto (e quindi la costa) si sta lentamente espandendo verso ovest avanzando in mare.

## Clima

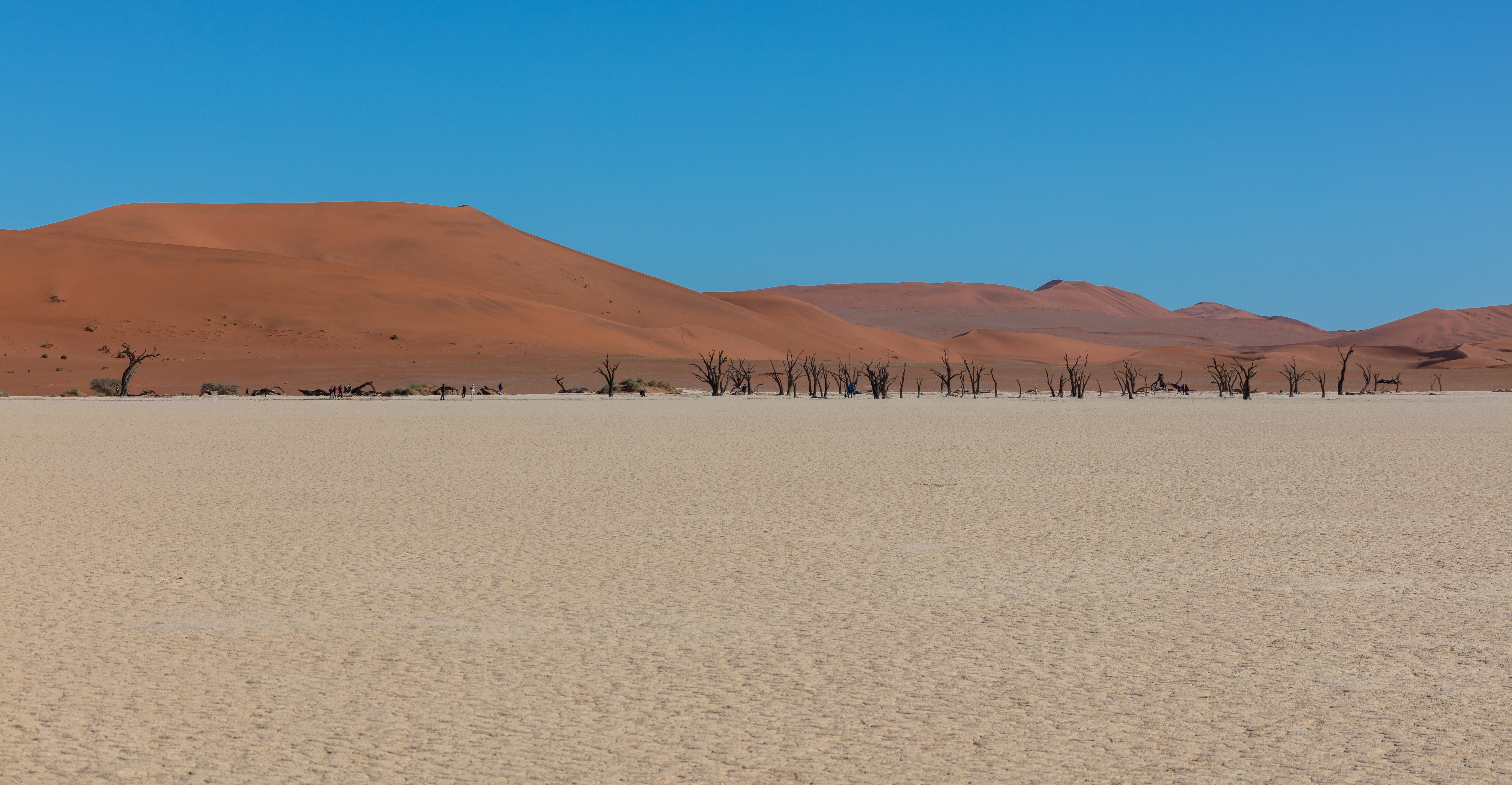
Il suolo arido di Sossusvlei

Mare di sabbia del Namib

Mare di sabbia del Namib visto da vicino

Dal punto di vista climatico, la caratteristica primaria del Namib è l'estrema scarsità di precipitazioni, oltretutto caratterizzate da un andamento stagionale poco prevedibile. Nella parte occidentale la media annuale è inferiore ai 5 mm, mentre nella fascia più orientale arriva al massimo a 85 mm. Questa aridità si deve a diversi fattori. I venti provenienti dall'Oceano Indiano perdono gran parte della loro umidità nel passaggio sopra i monti Drakensberg e arrivano alla Scarpata del Namib asciutti, scendendo sul deserto. I venti umidi dell'Atlantico vengono raffreddati dalla corrente del Benguela, per cui il vapore acqueo si condensa creando nebbia da avvezione (molto frequente sulle coste del Namib); in più questi venti umidi si trovano schiacciati dall'aria più calda e leggera proveniente da est. Di conseguenza, l'umidità residua non riesce a salire in quota e a formare nuvole.
La scarsità delle precipitazioni si traduce nella quasi totale assenza di acqua superficiale. I pochi corsi d'acqua sono quasi sempre secchi, e anche quando raccolgono acqua il loro corso è bloccato dalle dune. Solo lo Swakop e l'Omaruru riescono, ma solo occasionalmente, a raggiungere l'oceano.

## Ambiente

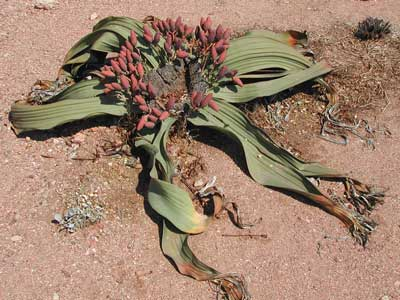
Pianta femminile di Welwitschia mirabilis

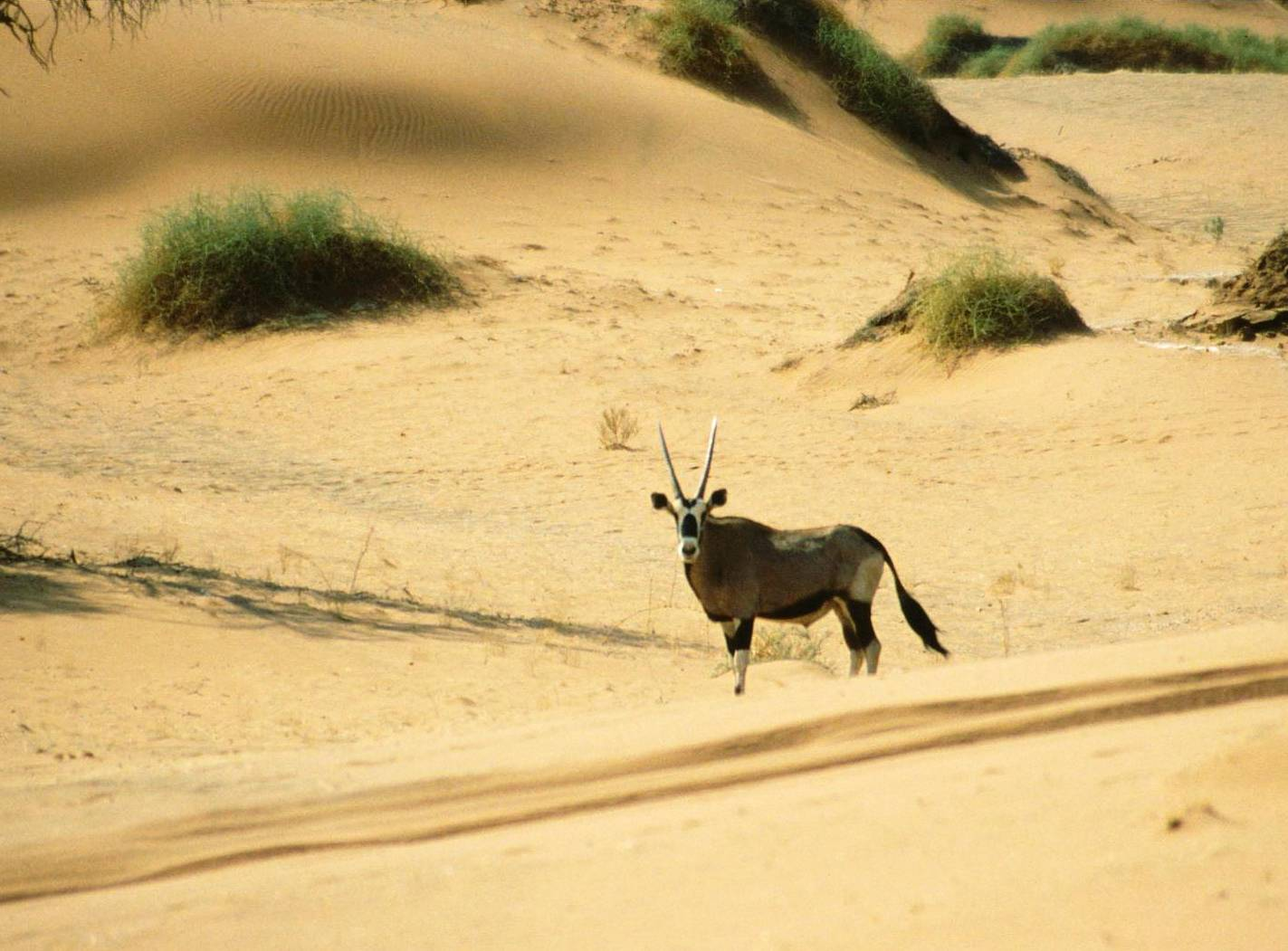
Un orice nel Namib

Nonostante l'estrema aridità, il deserto del Namib ospita numerose specie vegetali e animali. La principale fonte di acqua per tutte è costituita dalla nebbia che sporadicamente si spinge dall'Oceano Atlantico verso l'entroterra.
Fra le specie vegetali più insolite la Welwitschia mirabilis, dotata solo di due foglie, che possono arrivare a diversi metri di lunghezza, perché crescono durante tutta la vita della pianta, che in alcuni esemplari si ritiene possa superare i 2 000 anni. A causa delle loro caratteristiche uniche, le Welwitschia furono citate da Charles Darwin come "l'ornitorinco del regno vegetale". Ne è particolarmente ricca la Moon Valley, un complesso di formazioni rocciose modellate dal corso del fiume Swakop.
La fauna è costituita principalmente da artropodi, piccoli mammiferi e rettili, ma comprende anche uccelli (tra cui lo struzzo) e alcuni mammiferi di grossa taglia come gli orici e in alcune aree persino gli elefanti. Molte specie sono endemiche e presentano caratteristiche uniche di adattamento all'ambiente. I coleotteri tenebrionidi come l'Onymacris unguicularis, per esempio, hanno arti posteriori estremamente lunghi: l'inclinazione del corpo in avanti che ne deriva fa sì che le gocce di nebbia che si formano sull'addome possano scivolare verso la bocca. Un altro coleottero, il Lepidochora discoidalis, usa frammenti di vegetazione per costruire reti che catturano l'umidità. Anche mammiferi hanno sviluppato specifiche tecniche di sopravvivenza: per esempio, gli sciacalli dalla gualdrappa leccano l'umidità dalle pietre, gli otocioni assumono liquidi ingerendo insetti, gli orici hanno un sistema di termoregolazione che consente loro di innalzare la temperatura corporea oltre i 40 °C, per resistere meglio nelle ore più calde del giorno.
Sono presenti i cerchi delle fate (noti come "fairy circles"), zone circolari prive di vegetazione circondate da un anello di erba alta del genere Stipagrostis.

## Insediamenti umani
Il deserto è in gran parte disabitato, ma vi sono alcuni insediamenti umani, specialmente nell'area di Sesriem, nei pressi della famosa valle di Sossusvlei (Swakopmund, Lüderitz, Walvis Bay).
Le principali fonti di reddito sono il turismo (Sossusvlei è una destinazione molto apprezzata) e il commercio di materie prime estratte nella zona, soprattutto diamanti, tungsteno e sale.